# 彼得森汽車博物館
彼得森汽车博物馆（英語：Petersen Automotive Museum）是世界上最大的汽车博物馆之一，专门从事汽车历史和相关教育项目的非营利组织。位于美國洛杉矶奇迹一英里附近威尔希尔大道的博物馆街。

## 歷史
彼得森汽车博物馆是由杂志出版商罗伯特·E·彼得森和他的妻子玛吉于1994年6月11日創立。耗资4000万美元並由彼得森汽车博物馆基金会拥有和经营。该博物馆最初位于洛杉矶县自然历史博物馆内，后来搬到由韦尔顿·贝克特设计的的百货商店內，该建筑于1962年开放，一開始是作为西武百货公司一個短暂的美国分公司，然后在1965年至1986年期间由奥尔巴赫百货公司经营。奥尔巴赫百货商店关闭六年后，罗伯特-彼得森选择了这个基本上没有窗户的地方作为博物馆的理想空间，因為這能夠讓文物在没有阳光直射的情况下进行展示。

2015年，博物馆斥資1.25亿美元进行了大规模的翻新。 建筑物的外墙由Kohn Pedersen Fox建筑公司重新设计，其特点是由100吨14号304不銹钢制成的钢带组件，有308个部分，25个支架和14万个定制的不锈钢螺丝。 The Scenic Route設計公司的設計師們配置了内部展覽空间，以應付不断变化的展品。改造后的博物馆最終于2015年12月7日向大眾开放。

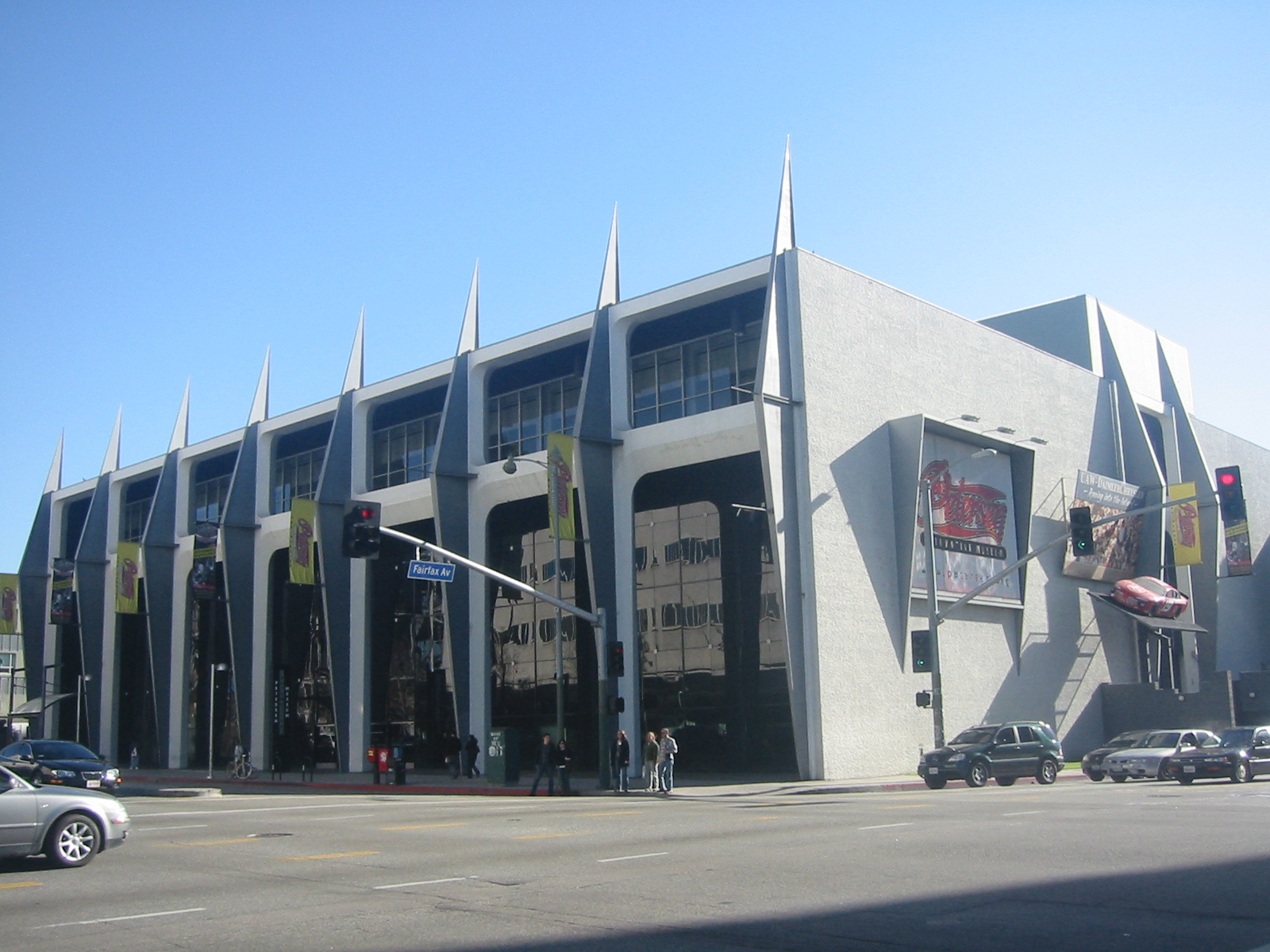
2015年翻修前的情况
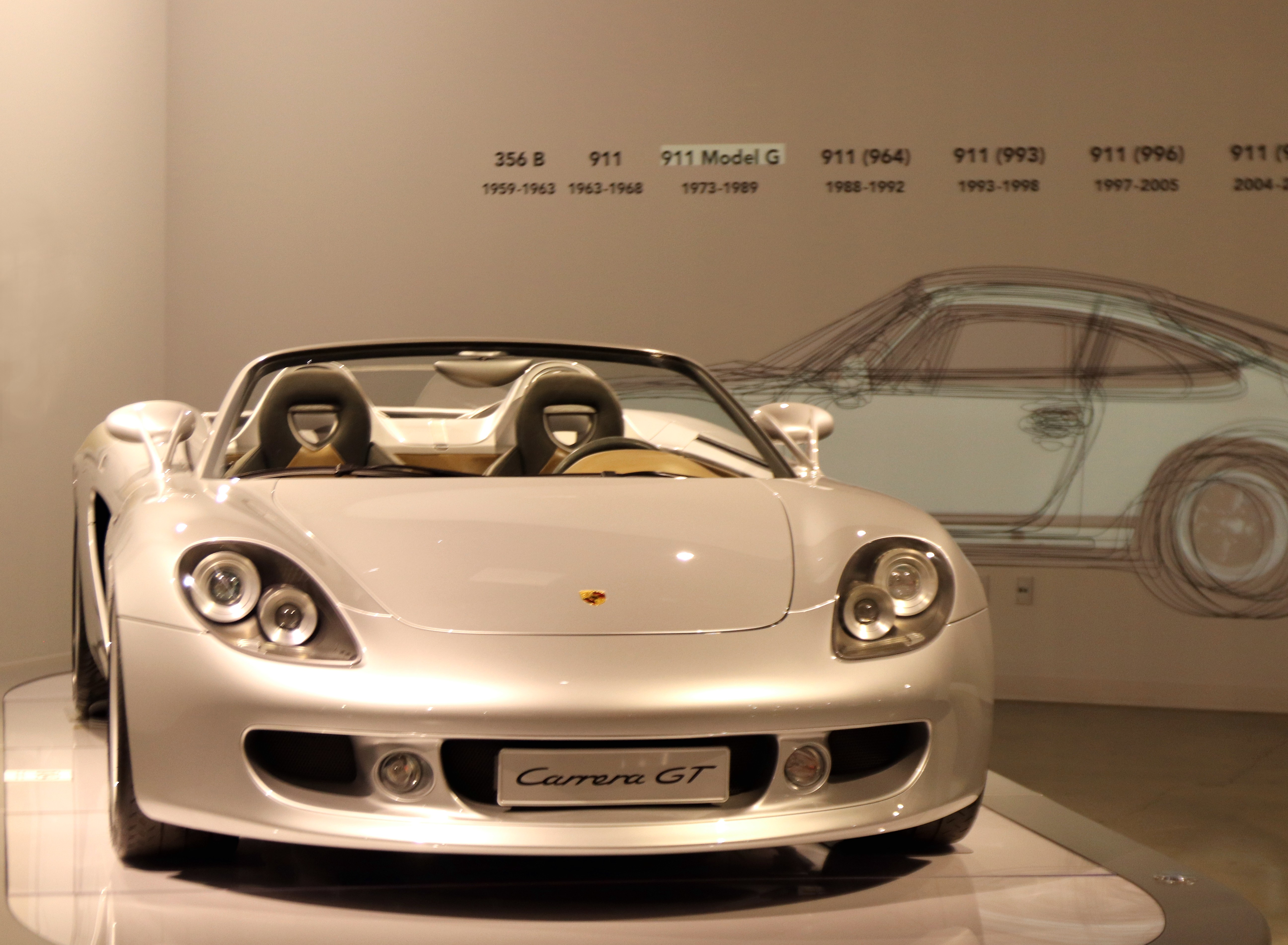
展場裡的保时捷卡雷拉GT概念车
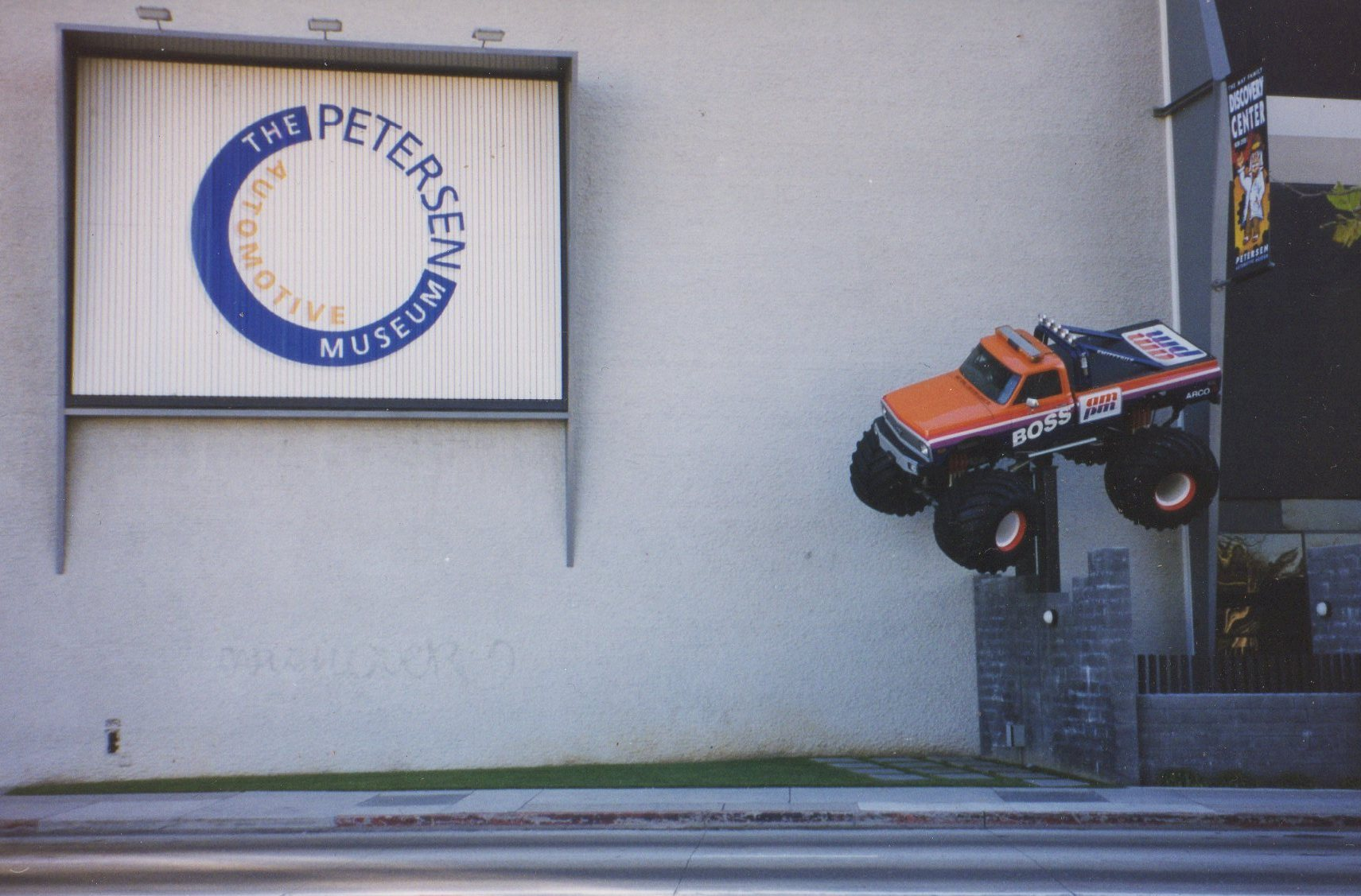
经典怪物卡车挂在墙上展出(翻新之前)

## 收藏品
彼得森汽车博物馆的25个展厅中共展出了100多辆汽车。剩余的一半展品則被保存在建筑地下一层的保险库中。参观保险库的收藏品有年龄限制且須支付入场费。一楼的展品侧重于汽车艺术，展示了一系列奢華的汽车。二楼強調的則是工业工程，包括從设计、性能和一系列互动教学的展品，特别展示包括赛车、摩托车、熱門車和客製化車輛。三楼則记录了汽车的历史，尤其是南加州的汽车文化。
汽车、汽车纪念物和展品包括：
- 拍摄《金龜車賀比（英语：Herbie: Fully Loaded）》时使用的全國運動汽車競賽協會版賀比
- 《速度与激情2》中素姬（Suki）的热粉色本田S2000
- 迪士尼皮克斯汽车总动员和汽车总动员2中的闪电麦昆
- 1967年式福特MKIII GT40
- 1956年式捷豹XKSS（英语：Jaguar XKSS），曾經由史蒂夫·麦奎因拥有
- 2011年福特嘉年华，来自肯-布洛克於金卡納3使用的車
- 1992年《蝙蝠侠归来》中的蝙蝠车Ferrari 308 GTB/GTS
- 法拉利308 GTS Targa（英语：Ferrari 308 GTB/GTS），湯姆·謝立克在《夏威夷神探》中使用的車，为了让身高193公分的湯姆·謝立克能舒适地坐在法拉利里，他们不得不降低驾驶座。
- 艾維斯·普里斯萊（貓王）的德-托马索黑豹跑车（英语：De Tomaso Pantera）。
- 電影《回到未来》中的迪羅倫時光機
- 普利茅斯XNR（英语：Plymouth XNR），在《改車大師：化腐朽為神奇（英语：Car Masters: Rust to Riches）》节目中由高谭车库建造。[7]

## 孵化器計畫
2021年，彼得森汽车博物馆宣布启动一個为期三个月的孵化器計畫，该計畫旨在促进女性企业領導者在汽车领域的发展。每年博物馆将选择一家员工人数在5人以下並以女性作為領導者的加州新创汽車相關企业，并为他们提供指導，將他們納入到彼得森的赞助商和合作伙伴网络中，並可以獲得25,000-30,000美元的投资。

## 嚴重特殊傳染性肺炎疫情影響
由於Covid-19疫情的影響，彼得森汽车博物馆於2020年5月宣布閉館一年，並在時隔約1年後的2021年5月重新開放部分展覽，並且提供第一線人員以及醫療照護工作者免費入場。
在疫情閉館期間，彼得森汽车博物馆也增設了線上展覽以改變展覽的型態，建立YouTube頻道，並以累積許多汽車展品相關的影片，提供全球的汽車愛好者觀看展覽。

## 流行文化
- 1997年3月9日，在该博物馆的一个聚会之后，聲名狼藉先生与他的随行人员上了一辆SUV，在50米遠處的一个红灯被一名身份不明的袭击者杀害。
- 奥尔巴赫百货公司在1988年的电影《奇迹一英里》中出现。
- 在1997年的电影《活火熔城》中，该博物馆被熔岩流摧毁。
- 在紀錄片《誰消滅了電動車》中的一个场景中，一位前EV1的车主在博物馆参观他们的車。

- 2019年3月10日，亚当·卡罗拉在博物馆举行了他的播客《亚当-卡罗拉秀》的十周年庆典。

## 外部連結
- 官方网站